# Madre India
Madre India (Hindi: मदर इण्डिया) è un film di Mehboob Khan del 1957, remake a colori di un altro film dello stesso regista, Aurat del 1940. Fu candidato all'Oscar al miglior film straniero.

## Trama
Il film si apre con l'inaugurazione di un nuovo canale idrico in un villaggio rurale indiano, e a presenziare c'è Radha, la "madre" del villaggio. Da qui inizia un lungo flashback che narra dell'esperienza di vita della donna, costretta a vivere in miseria a causa delle pressioni sulla propria famiglia acquisita di un usuraio senza scrupoli, che si approfitta dell'analfabetismo degli abitanti del villaggio.
Dopo aver perso gran parte dei loro averi, il marito di Radha perde l'uso delle braccia, e lascia il villaggio per non essere di peso alla famiglia. Poco dopo la suocera di Radha muore di vecchiaia, lasciando la giovane donna a crescere da sola i figlioletti, finché una terribile alluvione non colpisce il villaggio, e distrugge tutto ciò che le era rimasto, e lasciandole solo due figli in vita, i piccoli Ramu e Birju. 
Nonostante tutto, insieme riuscirono a ricostruire qualcosa e a poter garantire una vita tranquilla, nonostante i continui soprusi dell'usuraio; però Birju, crescendo, sviluppò un carattere molto inquietò e divenne partecipe di vari attriti con le donne del villaggio, fino al punto di aggredire la figlia dell'usuraio durante la festa dell'Holi per riavere indietro dei bracciali appartenuti alla madre tempo addietro, così fu cacciato dal villaggio, dove tornò tempo dopo come bandito, in occasione del matrimonio della ragazza, per compiere la sua vendetta, uccidendo l'usuraio. Nel culmine della sua vendetta, Birju rapisce la figlia dell'usuraio per violentarla, ma viene fermato dalla madre che, con un gesto estremo, gli toglie la vita, salvando l'onore del villaggio.

## Riconoscimenti
- Premio Oscar
  - Candidatura all'Oscar al miglior film straniero